# Rhampholeon
Rhampholeon – rodzaj jaszczurek z rodziny kameleonowatych (Chamaeleonidae).

## Zasięg występowania
Rodzaj obejmuje gatunki występujące w Afryce Środkowej i Wschodniej.

## Charakterystyka
Osiągają do 10 cm długości. Prowadzą naziemny tryb życia.

## Systematyka

### Etymologia
- Rhampholeon: gr. ῥαμφος rhamphos „dziób, zakrzywiony dziób”[6]; λεων leōn, λεοντος leontos „lew” (rdzeń -leon używany jest w wielu nazwach rodzajowych kameleonów)[7][8].
- Bicuspis: łac. bi- „dwu-”, od bis „podwójny”[9]; cuspis „punkt”[10]. Gatunek typowy: Rhampholeon marshalli Boulenger, 1906.
- Rhinodigitum: gr. ῥις rhis, ῥινος rhinos „nos, pysk”[11]; łac. digitus „palec”[12]. Gatunek typowy: Rhampholeon platyceps Günther, 1893.

### Podział systematyczny
Do rodzaju należą następujące gatunki:

- Rhampholeon acuminatus Mariaux & Tilbury, 2006
- Rhampholeon beraduccii Mariaux & Tilbury, 2006
- Rhampholeon bombayi Hughes, Dehling, Menegon, Kusamba & Greenbaum, 2024
- Rhampholeon boulengeri Steindachner, 1911
- Rhampholeon bruessoworum Branch, Bayliss & Tolley, 2014
- Rhampholeon chapmanorum Tilbury, 1992
- Rhampholeon colemani Menegon, Lyakurwa, Loader & Tolley, 2022
- Rhampholeon gorongosae Broadley, 1971
- Rhampholeon hattinghi Tilbury & Tolley, 2015
- Rhampholeon marshalli Boulenger, 1906
- Rhampholeon maspictus Branch, Bayliss & Tolley, 2014
- Rhampholeon monteslunae Hughes, Behangana, Tilbury, Dehling, Kusamba & Greenbaum, 2024
- Rhampholeon moyeri Menegon, Salvidio & Tilbury, 2002
- Rhampholeon msitugrabensis Hughes, Kusamba, Menegon & Greenbaum, 2024
- Rhampholeon nalubaale Hughes, Behangana, Lukwago, Kusamba & Greenbaum, 2024
- Rhampholeon nchisiensis (Loveridge, 1953)
- Rhampholeon nebulauctor Branch, Bayliss & Tolley, 2014
- Rhampholeon nicolai Menegon, Lyakurwa, Loader & Tolley, 2022
- Rhampholeon platyceps Günther, 1893
- Rhampholeon plumptrei Hughes, Behangana, Tilbury, Menegon, Kusamba, & Greenbaum, 2024
- Rhampholeon princeeai Menegon, Lyakurwa, Loader & Tolley, 2022
- Rhampholeon rubeho Menegon, Lyakurwa, Loader & Tolley, 2022
- Rhampholeon sabini Menegon, Lyakurwa, Loader & Tolley, 2022
- Rhampholeon spectrum (Buchholz, 1874) – kameleon liściowaty[13]
- Rhampholeon spinosus (Matschie, 1892)
- Rhampholeon temporalis (Matschie, 1892)
- Rhampholeon tilburyi Branch, Bayliss & Tolley, 2014
- Rhampholeon uluguruensis Tilbury & Emmrich, 1996
- Rhampholeon viridis Mariaux & Tilbury, 2006
- Rhampholeon waynelotteri Menegon, Lyakurwa, Loader & Tolley, 2022